# Sâncrăieni
Sâncrăieni (węg. Csíkszentkirály) – wieś w Rumunii, w okręgu Harghita, w gminie Sâncrăieni. W 2011 roku liczyła 2526 mieszkańców.